# George David Woods
Pour les articles homonymes, voir George Woods et Woods.
George David Woods est un banquier américain, né le 27 juillet 1901 et mort le 20 août 1982. Il occupe la fonction de président de la Banque mondiale de janvier 1963 à mars 1968.

## Biographie
Né à Boston dans le Massachusetts, Woods est employé de la société Harris, Forbes & Co. Complétant des cours de banquier le soir, il devient plus tard magasinier pour le département de souscription. Il est promu vice-président à l'âge de 26 ans. En 1930, la firme est acquise par la Chase Bank et Woods devient vice-président de la nouvelle firme et, plus tard, vice-président et membre du conseil d'administration de la First Boston, une nouvelle compagnie de sécurité.
Avec les actions de Woods, la First Boston devient l'une des plus grandes firmes bancaires d'investissement aux États-Unis. En 1947, il devient l'un des deux vice-présidents exécutifs et occupe la fonction de président du comité exécutif l'année suivante. En 1951, il est président du conseil d'administration.

## Banque mondiale
Woods œuvre à faire de la Banque mondiale une institution plus globale. Il s'est attaché à corriger les disparités entre les riches et les pauvres et entre le Nord et le Sud. Sous son administration, la Banque se concentre sur les analyses économiques afin de déterminer les causes de la croissance limitée dans les pays en développement et moins sur la solvabilité de ces pays.
Sous le mandat de Woods apparaît la Centre international pour le règlement des différends relatifs aux investissements (CIRDI) en mars 1965 afin de permettre d'offrir des moyens de conciliation et d'arbitrage.
Woods est aussi le président de la Banque mondiale au moment où un effort d'aide à l'Inde a été rendu nécessaire en raison de la dévaluation de la roupie en 1966.